# UnderRail
UnderRail es un videojuego de rol para Microsoft Windows, desarrollado por Stygian Software. Fue lanzado al mercado por primera vez el 18 de diciembre de 2015 mediante distribución digital a través de las plataformas de GOG y Steam. Una expansión titulada Underrail: Expedition fue lanzada en 2019. Su secuela titulada Underrail: Infusion esta aún en desarrollo. 

## Trama

### Ambientación
El juego está ambientado en un futuro lejano postapocalíptico en donde la superficie de la tierra ha dejado de ser habitable durante un largo periodo de tiempo provocando que los seres humanos hayan tenido que resguardarse en líneas de metro subterráneas conocidas como el UnderRail. Allí, lo que queda de la humanidad, ha logrado sobrevivir a duras penas formando facciones que constantemente están luchando por ganar poder y recursos en las más duras condiciones de vida.La comida y el refugio son las dos escaseces más importantes en el UnderRail.El juego también explora temas concernientes a la naturaleza del tiempo y de la vida, sin embargo, el juego se enfoca mayormente en las situaciones y personajes que habitan en el UnderRail, incluyendo por supuesto su política, economía, pugnas de poder y demás peligros.

### Historia
El jugador asume el papel del personaje principal (sin nombre) el cual es el miembro de una de las estaciones-estado en la franja del UnderRail. Su estación es una de las más poderosas en la vecindad pero no está a la par de las dos grandes facciones del mundo. Su situación remota es el factor principal que los mantiene independientes. Uno de los temas principales del juego es el equilibrio de poder que se desempeña en el UnderRail, donde una de las facciones se ha vuelto demasiado poderosa y se está moviendo a través del metro, anexionando otras estaciones de una manera u otra. Mucho de lo que ocurre en el juego tiene que ver con este conflicto. El jugador tendrá la opción de ayudar a diferentes facciones en su lucha contra esta gran fuerza además de otras facciones del juego si lo desea.El personaje principal, ya sea hombre o mujer, tiene varias opciones de personalización a lo largo del juego, en especial en lo que concierne a tipos de armamentos, armaduras, habilidades y técnicas especiales. 

## Sistema de Juego
UnderRail es un videojuego de rol postapocalíptico orientado mayormente hacia el combate y la exploración. Inspirado en otros juegos como la saga Fallout, Arcanum: Of Steamworks and Magick Obscura, Neverwinter Nights y System Shock 2, toma prestado algunos elementos de ellos como por ejemplo el sistema de combate por turnos, la personalización del personaje y la posibilidad de fabricar o craftear objetos.El jugador controla a un personaje creado desde cero el cual tendrá que desarrollar a lo largo de toda su aventura, interactuando con los habitantes del UnderRail y completando tareas o misiones para las diferentes facciones del juego. El sistema de habilidades está inspirado principalmente en el esquema SPECIAL implementado en la saga Fallout, al igual que las técnicas especiales. UnderRail se caracteriza por no tener clases de personaje lo cual da pie a una mayor personalización. Las habilidades base o base ability scores (Fuerza, Percepción, Resistencia, Carisma, Inteligencia, Agilidad y Suerte) determinan el potencial básico del personaje, las habilidades específicas o skills son más numerosas y estas garantizan que el personaje pueda desarrollarse en áreas específicas como por ejemplo la conversación o la ganzúa. Además también se incluyen las hazañas o feats las cuales pueden otorgar nuevas habilidades, bonos pasivos o inclusive potenciar habilidades ya existentes. Otro agregado que tiene UnderRail es la capacidad de poder tener habilidades psíquicas o psionics, las cuales utilizan el poder mental del personaje para infligir daño a los enemigos. El sistema de combate por turnos de UnderRail es similar, en varios aspectos, al de Fallout 1 y 2 específicamente. El jugador tendrá una cantidad de puntos de acción (PA) determinados para poder mover al personaje en combate, usar objetos y habilidades, esto con el fin de proveer un rango de opciones mucho más amplio.

## Desarrollo
Stygian Software comenzó a desarrollar el motor de juego para UnderRail a finales de 2008. El motor de juego fue construido utilizando el lenguaje de programación C#, Microsoft's .NET 4.0 y XNA Game Studio 4.0. El juego ha estado en desarrollo desde el año 2009, el primer nombre que Stygian le dio fue Timeless Vertigo, el cual luego fue cambiado a UnderRail tras una reestructuración, todo esto cuando el juego aun se encontraba en fase de pre-alfa.Después del acceso anticipado para Windows, gran parte del trabajo de desarrollo, incluyendo diseño y programación de gráficos, cayó en manos de Dejan Radisic. Desde el lanzamiento de una demo en 2012, el juego fue recibiendo actualizaciones cada tres o cuatro meses de manera continua.
UnderRail fue financiado mediante micromecenazgo o crowdfunding a través de ventas por acceso anticipado, con lo cual Stygian Software logró obtener aun más fondos para el desarrollo. Los modelos de personajes y la música de UnderRail fueron elaborados por artistas autónomos o freelance, mientras que algunos efectos de sonido son libres de regalías o royalty-free. El primer avance de UnderRail fue lanzado el 11 de marzo de 2013, revelando varios aspectos del sistema de juego y diseño, aún en fase alfa.

## Lanzamiento
El 22 de agosto de 2012, una demo de UnderRail fue lanzada a través de la plataforma IndieDB. El 6 de diciembre de 2012, una versión alfa fue distribuida por la plataforma Desura y también por GamersGate.El 24 de septiembre de 2013, la versión alfa también fue distribuida por acceso anticipado a través Steam.
UnderRail fue oficialmente lanzado fuera de acceso anticipado el 18 de diciembre de 2015.Una expansión titulada Underrail: Expedition, fue lanzada el 22 de julio de 2019, esta incluye una nueva rama de misiones, nuevas localizaciones, además de cambios en el sistema de juego.Una secuela titulada Underrail: Infusion está actualmente siendo desarrollada.